# 米兰达-杜多鲁 (葡萄牙堂区)
米兰达-杜多鲁是葡萄牙布拉干萨区的一个堂区。总面积37.48平方公里，总人口2127人，人口密度56.8人/平方公里。